# 竹内有紀
竹内 有紀（たけうち ゆき、1995年2月12日 - ）は、日本のAV女優。ライフプロモーション所属。

## 略歴
2019年7月、PREMIUM（プレミアム）専属女優としてAVデビュー。AVのサンプル動画を見た際に親近感を抱いたことを業界入りのきっかけのひとつとして挙げている。
素人時代にFC2ライブチャット出演。
元地方局のアナウンサーという肩書でデビュー。同じ元女子アナという肩書でデビューし、プレミアムの先輩でもある山岸逢花を尊敬している。なお、インタビュー等で早口言葉やリポートを求められることが増えたこともあり、この肩書がデビュー時の設定・役柄であったことを早々にカミングアウトしている。デビュー前、実際にはヨガと筋トレを掛け合わせたパーソナルトレーナーをしていた。
2021年4月21日、自身のYouTubeチャンネルを開設。また同年10月には、映画に初出演。
2021年11月9日、FANZA・VR動画5周年キャンペーン2021・VRセクシー戦士（プレミアム担当）就任。
2022年3月、FANZA『新生活応援キャンペーン2022』キャンペーンガールに就任。
同年11月12日にはボディコンテスト「SUMMER STYLE AWARD」の埼玉ROOKIE CHALLENGE CUPに初出場。ビキニモデル部門で2位、最終予選ショートクラス（161センチ未満）で3位と出場2部門で入賞。
2023年7月11日配信の8KVR作品でプPREMIUM専属を卒業。同年9月にマドンナへの専属移籍を発表。メーカー移籍によって人妻役が多くなることから、役作りのために約7キロ増量した。
同年12月1日、東京・池袋 LiveinnROSAで行われた音楽イベント『LIFE FES 2023』では、司会進行および前説を担当した。

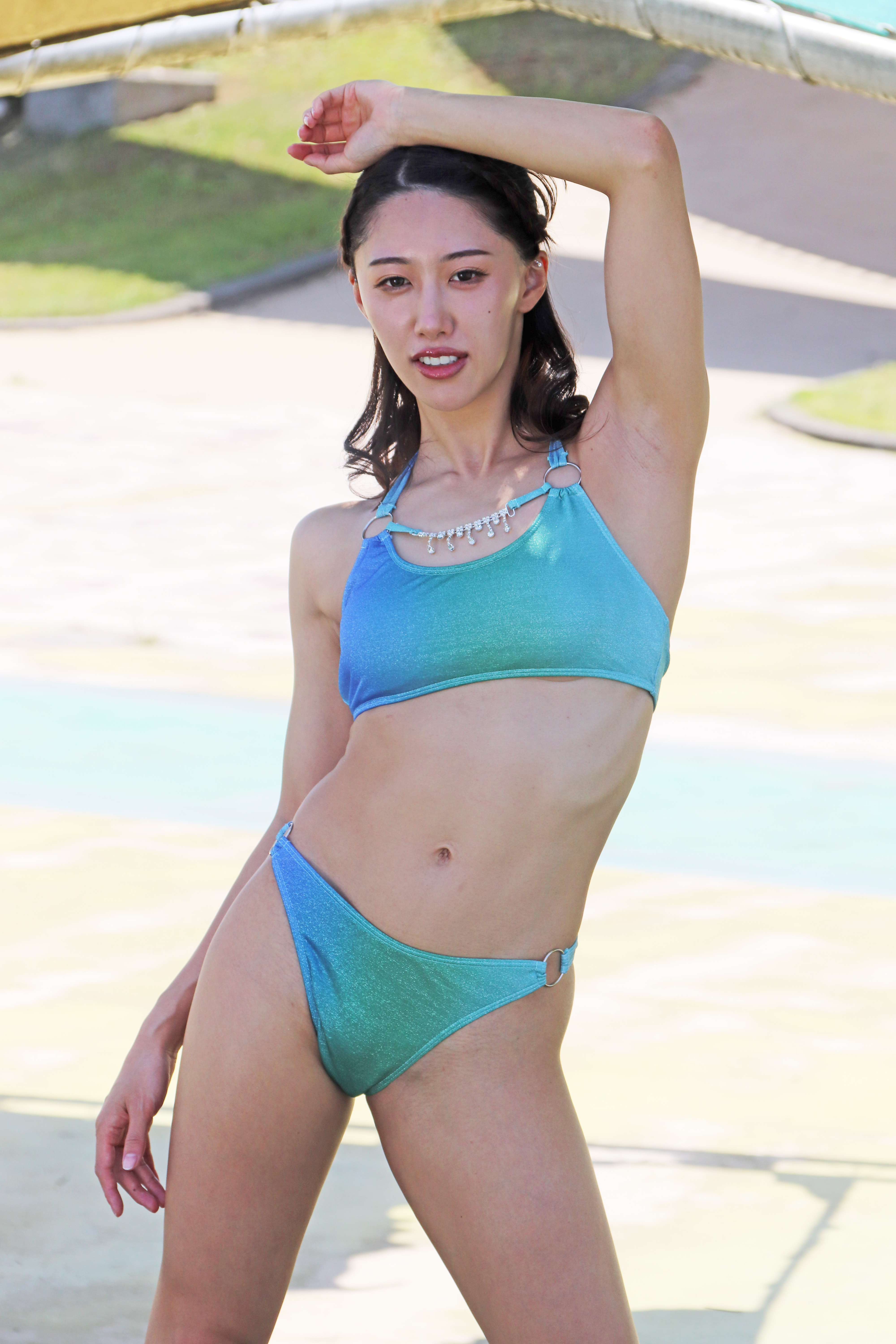
2024年撮影

2024年8月発売『月刊FANZA』同年10月号で発表された、FANZA2024年上半期女優ランキングで15位にランクインした。
2025年1月1日、同年12月31日をもってAV業界引退を表明。
同年5月には4月に「『警視庁の安全課』を名乗る人物」から詐欺被害にあい、セカンドキャリアのために貯蓄していた数百万円を失ったことを告白。この詐欺事件は台湾でも報道された。
同年6月からは、マドンナとの専属契約は継続したまま、様々なメーカーから作品リリースを行う。同年7月にはABEMA『愛のハイエナ』内で詐欺被害を受けたことでの引退宣言撤回、約1年の現役延長が発された。

## 人物
コラムなどでの一人称は「たけうち」。AV女優という生業は両親にも伝えているが、当人曰く「よくいえば理解があり、悪く言えばブッ飛んでる家族」とのことで、母親の反応は「もう少し若かったら、私も出ちゃってたかも」。父親の反応は「マジか、体だけには気をつけろ」であった。
小学生時より男友達から女扱いされない竹を割ったような性格で、いじめられっ子を守ることを多々していた。いじめられっ子は中学に上がると剣道部に入り告白され、初めての彼氏となった。
学生時代はバスケットボール一筋。高校3年で引退。大学もバスケサークルに入ったが、緩い活動に物足りなくなり、ダイエットを目的に21歳からキックボクシングジムに通いだす。以降、趣味・特技はボクササイズとなり、ムエタイのアマチュア試合にも出ていた。この経験から体を活かしたことをやったほうがいいと周囲から勧められ、2022年にボディコンテストに初出場した。また2023年には小学生の頃から憧れていた『SASUKE2023』の予選会に一般参加者として出場したが、予選初戦で敗退となったことをコラムで明かしている。なお大学時代には教員免許も取得している（高校・保健体育）。
AV女優を始めてからは、プロポーション維持と体調管理を目的として食事に気を遣うようになり、バランスを考慮した和食を自炊するようになったが、学生時代には1日10食生活をしており、小遣い全てを食べ物に費やしていたこともあった。
『仮面ライダーアギト』を観てオートバイに興味を持ち、2021年にバイク専門誌『VIBES』の表紙撮影でハーレーダビッドソンの実車を目にしたのをきっかけにバイク免許の取得を目標としている。
共演をきっかけに川上奈々美を「センパイ」と呼び尊敬している。
台湾では政治家・黃瀞瑩に似ているということから、黃瀞瑩のニックネームを取り「暗黑學姐」（ダークシニア）と呼称されている。

## 作品
◎はBD版発売作品。

### アダルトDVD / BD
- 元地方局アナウンサーAVデビュー（7月7日、PREMIUM）
- 元地方局アナウンサー 健康的ボディで跳ねウネる 騎乗位がすごすぎる♡（8月7日、PREMIUM）
- 元地方局アナウンサーのノンストップフェラ 全編口内射精10発!（9月7日、PREMIUM）
- 爽やか女子アナがイクイク絶頂 ポルチオ開発マッサージ（10月7日、PREMIUM）◎
- 綺麗なお姉さんと濃密キス ねっとり絡み合う密着セックス（11月7日、PREMIUM）
- 健康的女子アナ痴女覚醒 「射精しても腰振り止めちゃダメ!」 キレキレボディ肉食セックス（12月7日、PREMIUM）◎

- 性欲爆発 禁欲お姉さんの淫らな跨り（1月7日、PREMIUM）
- 元地方局アナウンサー 人生で初めての中出し解禁 大絶頂スペシャル!（2月7日、PREMIUM）◎
- 上司NTR 【専属女優スペシャル!】 〜パワハラ上司が愛妻に完堕ちするまで中出し編〜（3月7日、PREMIUM）
- 竹内有紀 初BEST 8時間SPECIAL（4月7日、PREMIUM）※単体ベスト
- 痴漢に堕ちた女子アナウンサー 〜正義の心はぶっかけ・中出し調教に砕かれて…〜（5月7日、PREMIUM）◎
- 妻と倦怠期中の僕は有紀 (義妹) に誘惑されて何度も、何度も、中出しをしてしまった…。（6月7日、PREMIUM）◎
- 祝! デビュー1周年 20本のチ○ポとイッてるってばぁ! 中出し追撃ピストン大乱交（7月7日、PREMIUM）◎
- 帰省先で久しぶりに再会した日焼けお従姉さんの誘惑。退屈な田舎の暇潰しに何度も中出しさせられた僕。（9月7日、PREMIUM）◎
- 早漏改善のはずなのに… 有紀先生のキレッキレ騎乗位でチ○ポがバカになったボク。（10月7日、PREMIUM）
- ＜出張最終日＞女上司とまさかの相部屋 ねっちょり、ぐっちょり、ささやき中出しで朝まで痴女られた僕（11月7日、PREMIUM）
- 竹内有紀 23本番 知性と野性を兼ね備えたキレッキレボディと肉弾セックス8時間（11月7日、PREMIUM）※単体ベスト
- 拘束解いても腰ガックガク! 身動き出来ないオトコを射精せまくるのって超キモチ良い（12月7日、PREMIUM）

- 綺麗なお姉さんがチ○ポバカになるまでヌイてくれる種搾りメンズエステ（1月7日、PREMIUM）
- 潮、汗、涎、愛液、精液、男潮…ロングヘア乱れるほど汁まみれで痴女ってアゲル（2月7日、PREMIUM）
- 汗だく絶頂オーガズム我を忘れて淫らに腰振りイキまくる淫獣性交 汗・愛液9000cc 絶頂数5100回 イキ潮30000cc（3月7日、PREMIUM）◎[28]
- 義姉さんのクチが気持ち良すぎるから。ー憧れの有紀さんにしゃぶられて射精しっぱなしだったあの日ー（4月7日、PREMIUM）
- 「アナタ… ごめんね…」夫が単身赴任だから… 独りで過ごす私は疼く性欲に負け、隣人さんを誘惑シテ何度も中出しさせてしまって…（5月7日、PREMIUM）
- 竹内有紀にベストオナニー指示出せたら在宅明け 即! 中出しセックス!（6月7日、PREMIUM）
- 緊縛 商談のため生贄にされた女子社員 取引先の大嫌いなオヤジに縛られた私は身動き出来ず何度も、何度も、中出しされて…（7月7日、PREMIUM）
- W専属痴女SPECIAL 社員旅行で性欲ムンッムン女上司たちに何度も何度も中出しさせられたオレ…。竹内有紀 櫻井まみ（8月7日、PREMIUM）◎
- 聖水 私の体液飲ませて、浴びせて、痴女ってアゲル（9月21日、PREMIUM）
- 夫の出張不在中… 絶倫義父の上でわたしは静かに腰を振り続けた。（10月19日、PREMIUM）
- 竹内有紀 しなやかな美体に、溺れろ。12時間30本番SPECIAL BEST（11月16日、PREMIUM）※単体ベスト
- 僕をダメにする痴女セフレお姉さん 即フェラごっくん & 杭打ち中出しで朝まで何度も射精され続けて…（11月16日、PREMIUM）
- 初めてのソープで出会ったお姉さんは会社の女上司で… 中出しセックスとソーププレイで何度も交わった日々。（12月21日、PREMIUM）

- 出張先で後輩社員（有紀）と温泉中出し不倫 既婚者のボクを狙って無理ヤリ相部屋逆NTR（1月18日、PREMIUM）
- 日帰り出張のはずが帰れなくなりまさかの相部屋。 欲求不満な女上司2人に『一晩だけ…』の痴女ハーレムで中出しさせられ続けたボク…。 竹内有紀 川上奈々美（2月15日、PREMIUM）◎
- 言いわけ出来ない連続オーガズム。義弟の暴走ピストンで引き締まった身体は痙攣アクメし続けて… 竹内有紀（3月15日、PREMIUM）
- ゴミ部屋に暮らす隣人の絶倫オヤジに何度も中出しされ続けて、ひたすらイキまくる肉便器になってしまった私は… 竹内有紀（4月19日、PREMIUM）
- 子供達の為に犯され続けたヒーローショーのお姉さん 竹内有紀（6月21日、PREMIUM）
- 解禁 喉奥イラマチオ 会社の損害を屈辱喉姦で補填するキャリアウーマン 竹内有紀（7月19日、PREMIUM）
- 囚われの女捜査官 アへ顔! エビ反り! イキ狂い! 媚薬オイル拘束地獄アクメ拷問篇 竹内有紀（8月16日、PREMIUM）
- 本人熱望! 濃厚すぎたレズ解禁 竹内有紀 浜崎真緒 加藤ツバキ 川上ゆう（9月20日、PREMIUM）
- 汗と愛液にまみれて… バイト先の年下男子と妊娠危険日もかまわず中出し不倫に溺れたワタシ。竹内有紀（10月18日、PREMIUM）
- 歳末新春SUPERキャンペーン2022-2023 スペシャルBlu-ray!（12月21日、S1 NO.1 STYLE）※FANZA「歳末新春SUPERキャンペーン2022-2023」キャンペーンガール6名の撮り下ろし映像を収録したキャンペーンBD。Blu-ray版のみ発売。

- 筋肉美ボディな陸上部顧問の女教師を中出し精子ブリブリ逆流レ○プした夏休み。 竹内有紀（1月17日、PREMIUM）◎
- 父より歳上のオヤジ上司が愛しすぎて。 体液と粘膜を交わらせ続ける快感に抗えず中出し不倫をし続けた… 竹内有紀（2月21日、PREMIUM）
- 竹内有紀 12時間BEST 33コーナー26本番（2月21日、PREMIUM）※単体ベスト
- 「まだ終わらないよ…」 腹筋バリキレお姉さんの性欲解放ハッスル! 汗だくムンムン、ヨダレぐちょり、濃厚ベロキス騎乗位で何度も痴女られ中出しされたジム会員 竹内有紀（4月18日、PREMIUM）
- レイプ犯とひとつ屋根の下。 10年前、私を犯した鬼畜教師が義父になるなんて… 竹内有紀（5月16日、PREMIUM）
- 弟の僕をDQN達から守ろうとした肉体派お姉ちゃんが絶倫野獣チ●ポに負けて ◎ザーメン溢れる程、輪姦レイプ中出しされてメス堕ちしてしまった…（6月20日、PREMIUM）◎
- 汗だく性欲まみれ痴女! 脱獄犯に強制中出しで犯されちゃったボク…11 竹内有紀（7月25日、痴女ヘブン）
- 才色兼備な元女子アナ マドンナ衝撃移籍!! 夫と子作りSEXをした後はいつも義父に中出しされ続けています…。 竹内有紀（9月26日、マドンナ）◎
- 人妻秘書、汗と接吻に満ちた社長室中出し性交 マドンナ専属Premiumなイイ女、秘書就任。 竹内有紀（10月24日、マドンナ）◎
- 町内キャンプNTR テントの中で中出しされた妻の衝撃的寝取られ映像 竹内有紀（11月28日、マドンナ）
- 『才色兼備』×『美BODY』Madonna専属 竹内有紀 アチージョ降臨!! 骨の髄までトロける濃密オイル漬け性交 爆ヌキ連射!! 悶絶快楽★オトナSPA（12月26日、マドンナ）
- 世界一豪華な記念作!! マドンナ20周年記念 湯煙舞う中出し無制限史上初ALL専属バスツアー!! 前編 4時間OVER 2枚組!!（12月26日、マドンナ）◎

- 世界一豪華な記念作!! マドンナ20周年記念 感動と絶頂のフィナーレ 湯煙舞う中出し無制限史上初ALL専属バスツアー!! 後編 ～大競’宴’はまだまだ終わらない!! 中出し無制限の大乱交!!～（1月30日、マドンナ）◎
- 美しき人妻肉便器たち 恥辱の中出しバトル・ロワイヤル ～鬼畜資産家たちが集う狂気と欲望に満ちた賭博宿～ 沖宮那美 栗山莉緒 水川スミレ 竹内有紀（2月13日、マドンナ）◎
- ヒマを持て余した旅先の人妻達に、W中出し搾精され続ける温泉旅行―。 神宮寺ナオ 竹内有紀（3月26日、マドンナ）
- ヌードモデルNTR 上司と羞恥に溺れた妻の衝撃的浮気映像 竹内有紀（4月23日、マドンナ）
- うちの部署に、異動してきたばかりの女上司を孕ませた犯人がいる―。 竹内有紀（5月28日、マドンナ）
- 愛を認めさせたくて妻と絶倫の後輩を2人きりにして3時間… 抜かずの追撃中出し計16発で妻を奪われた僕のNTR話 竹内有紀（6月25日、マドンナ）
- 汗ほとばしる人妻の圧倒的な腰振りで、僕は一度も腰を動かさずに中出ししてしまった。 竹内有紀（7月23日、マドンナ）
- 密着セックス ～生徒の父兄と、校内不倫に溺れた罪深い私～ 竹内有紀（8月27日、マドンナ）
- スイートルームNTR 妻から送られてきた疑惑の写真 竹内有紀（9月24日、マドンナ）◎
- ストリップ劇場で舞う人妻 竹内有紀（10月22日、マドンナ）
- 竹内有紀 プレミアム42作品50本番 全作品収録BEST 1440分（10月29日、PREMIUM）※単体ベスト
- Madonna専属 竹内有紀 The First Anniversary 8時間（11月26日、マドンナ）※単体ベスト

- シリーズ累計20万DL!! サークルひとのふんどし 原作：ゆきよし真水　元ギャルママが急にできた件。 全編丸ごと実写化!! さらには原作者完全監修の オリジナルエピソードも追加収録!! 竹内有紀（1月28日、マドンナ）◎
- 学校で先生の裸が『黒板』だと教わった。 落書きホームルーム（2月25日、マドンナ）
- リゾートプールNTR 専属イイ女×大人のビキニ… 背徳感と開放感が交錯するNTRドラマ―。（3月25日、マドンナ）
- 甘い囁きに流されるまま、僕は大学を留年するまで、人妻との巣篭もりSEXに溺れて…。 竹内有紀（4月22日、マドンナ）
- 女上司、歪んだ刺激と躾に溺れる、SM不倫性交。 昼休みはダメな部下に躾けられて…。 専属美女の『苦しみ』という快楽を解放―。 竹内有紀（5月27日、マドンナ）◎
- 『週3日、妻とSEXをしている。』と自慢してきた友人から週5日、毎回4発、合計20発中出ししてそいつの妻を寝取ってやった。 竹内有紀（6月24日、マドンナ）
- 派遣マッサージ師にきわどい秘部を触られすぎて、快楽に耐え切れず寝取られました。 竹内有紀（7月8日、ダスッ!）
- 背徳の寝取らせシアタールーム 低俗男たちの醜い肉棒で汚された貞淑妻ー。 竹内有紀（7月22日、マドンナ）[29]
- その女、淫乱につき━ 理性が吹き飛ぶほどの究極BODY人妻との不倫性交。 竹内有紀（7月22日、ROYAL）
- レズビアンに囚われた女潜入捜査官 Special 女性専門売春組織編 竹内有紀 沙月恵奈 栄川乃亜（7月29日、ビビアン）
- 強化合宿中に陸上女子が悪徳コーチに媚薬を盛られて汗だくキメセク大絶頂 竹内有紀（8月5日、ワンズファクトリー）
- 身動き不能… 乗車率200% 通勤ラッシュエビ反り痴漢 竹内有紀（8月26日、マドンナ）

### アダルトVR
- 【HQ超高画質】元地方局アナウンサー・竹内有紀VR解禁! デビュー作から見せつけた最強騎乗位で中出しするまで腰を振られる! フェラ音も超エロい! いちゃラブ感も満載、騎乗位シーンは長尺収録!（2月21日、PREMIUM）
- 【HQ超高画質】専属・竹内有紀VR第2弾! 長尺186分! 1つ1つ前戯が丁寧な痴女セックス! 正常位極みアングルを含む前作で収録できなかったヌキ所満載の6射精ヨダレまみれVR! もちろん中出し有り!（7月24日、PREMIUM）
- 【HQ高画質×専属初共演】山岸逢花 & 竹内有紀のプレミアム逆3Pセックスにアナタは耐えられるか! 全6チャプター射精9発! 天井特化・正常位極み・レズキス・W顔舐め・前後フォーメーションetc. 体験したいプレイ満載の長尺VR! （12月8日、PREMIUM）

- 天井特化アングルVR目が覚めたら彼女は竹内有紀チ○ポバカになるまで射精され続ける痴女られ同棲生活（3月19日、痴女ヘブン）
- 専属・竹内有紀が屈強な女戦士に変身! 大混乱魔法「メガパキ」に掛かった勇者アナタの前に妄想 & 現実のタケウチがW出現! フルパワーで跨られ射精地獄へ…!（4月7日、PREMIUM）

- 専属・竹内有紀とハメ撮り型カメラで実現する熱烈SEX体験! ほぼノーカットで美女と野獣的に絡み合う臨場感抜群VR! 好き好き中出しフィニッシュの2SEX!（4月19日、PREMIUM）

- 【8K機材収録】竹内有紀・プレミアム卒業SP! 初の8K極高画質VR! 7チャプターのたっぷり3SEX! 大ボリューム超長尺212分 結婚直前の元カノと久々の再会、背徳感で気持ち良すぎる中出しSEX体験!（7月11日、PREMIUM）

- 超高画質8K初MadonnaVR 竹内有紀のキレッキレボディをより淫らに艶やかに表現!! 妻の友人が働くマッサージ店に行ってみたら連続射精でチ〇ポがバカになるまでヌイてくれる超優良な人妻奉仕メンズエステだった!!（7月19日、マドンナ）

- 超高画質8K VR 「じゃあ、これが初めての浮気ね…」 出張先で出逢った人妻・有紀さんと意気投合した僕は、朝までサシ飲みを… 惹かれるように堕ち合い、チェックアウトギリギリまで浮気中出しをヤリ続けた（3月28日、マドンナ）

### アダルト配信
- 配信限定 ハメ撮り MADOOOON!!!! マドンナ専属女優の『リアル』解禁。竹内有紀（2024年1月2日、マドンナ）
- 配信限定 ハメ撮り MADOOOON!!!! マドンナ専属女優の『リアル』解禁。 SEASON2 竹内有紀（2024年6月4日、マドンナ）

### イメージDVD / BD
2020年
- Yuki sporty specialty（4月2日、REbecca）[30] ◎

2021年
- MY FAVORITE（5月21日 、ファインピクチャーズ）◎
- 南の島と君の碧（11月26日、Superlative）◎

2023年
- SLOW LOVE 竹内有紀（1月1日、ファインピクチャーズ）
- 背徳のマドンナ 竹内有紀（11月17日、メディアブランド）◎

### 写真集
- ゆきぐみ（2021年11月25日、ジーウォーク、撮影：篠原潔）ISBN 978-4867172537

### ポーズ集
- スーパーポーズブック スペシャルヌードポーズ集 竹内有紀 (コスミック・アート・グラフィック) （2020年7月21日、コスミック出版、撮影：KANJI）ISBN 978-4774791982

### デジタル写真集
- Yuki sporty specialty（8月11日、REbecca）

- ＃Escape 山岸逢花 & 竹内有紀（4月16日、ジーオーティー、撮影：manimanium）
- MY FAVORITE デジタル写真集（5月28日、ファインピクチャーズ、撮影：SHOOTING STAR）
- トリック or セクシーハロウィンキャンペーンキュートでエッチなSpecialPhotoBook（10月1日、FANZA BEAUTY COLLECTION、撮影：羊肉るとん）※FANZA『トリックorセクシー ハロウィンキャンペーン』キャンペーンガール6名によるオリジナルデジタル写真集。FANZA限定配信。

- れいむ 竹内有紀 vol.01～vol.07（3月18日、ジーウォーク、撮影：篠原潔）
- 新生活応援キャンペーン SPECIAL PHOTO BOOK（3月19日、FANZA BEAUTY COLLECTION）※FANZA『新生活応援キャンペーン2022』キャンペーンガール4名によるオリジナルデジタル写真集。FANZA限定配信。
- 蜜会 健康的なお姉さんの昼下がり 竹内有紀（12月5日、プランドール、撮影：合田好宏）
- 蜜会 ギラギラな金曜日 竹内有紀（12月5日、プランドール、撮影：合田好宏）
- 歳末新春SUPERキャンペーン2022-2023 せくしーこれんくしょん（12月15日、FANZA BEAUTY COLLECTION）※FANZA「歳末新春SUPERキャンペーン2022-2023」キャンペーンガール6名によるオリジナルデジタル写真集。FANZA限定配信。

- 竹内有紀 背徳のマドンナ（2月21日、メディアブランド）
- 11月19日は＃いい熟女の日 熟女人妻キャンペーン Special Photo Book 2024（10月22日、FANZA BEAUTY COLLECTION）※『熟女人妻キャンペーン2024』キャンペーンガール5名の撮り下ろし写真を収録。FANZA限定配信。

## 出演・連載

### テレビ
- ビ〜チ9（2019年12月、テレビ埼玉）- マンスリーゲスト
- ライフTV（2021年9月17日[31] - 、エンタ!959）

### ウェブテレビ
- 志村 & 鶴瓶のあぶない交遊録 大最終回スペシャル（2021年1月2日、ABEMA） - 地雷除去美女 役　※テレビ朝日でもダイジェスト放送[32]
- 全裸監督2（2021年6月24日 全話配信、Netflix） - 1話、2話
- 極道アパート partIII 甘～くキケンなSEXY共同生活（2022年4月6日、シネマファスト） - リカ 役[33]
- ロンドンハーツABEMA特別編（2022年5月31日、ABEMA）アンケート協力[34]
- あ・べ・こ・べ round2 ココロとカラダのSEXYラプソディ（2023年9月6日、シネポップ、シネマファスト）[35]
- 出張!トイズハート情報局（2024年1月7日、Youtube）全4回
- オトナのお悩み保健室（2025年6月7日、Youtube）※性活トレーナー・NAO/竹内有紀名義で出演[36]
- 愛のハイエナ4（2025年7月1日[37] - 7月22日、ABEMA）

### ラジオ
- ねむチキ（2022年2月20日・27日・2023年9月17日・24日・2024年9月8日・15日、TBSラジオ）

### ウェブラジオ
- 大人のイジリー学（2023年8月3日、10日、AuDee）

### オリジナルビデオ
- クローゼット（2020年7月17日[注釈 1]、スパイスビジュアル） - 山止すず 役

### 映画
- 夜の研修生 彼女の秘めごと（2021年10月8日、オーピー映画） - 木下笑子 役
  - 海辺の街の約束（2021年11月13日、オーピー映画）※再編集版[38]
- 若熟女と家出娘 たっぷりハメて（2022年10月14日、オーピー映画） - 杉貴子 役
  - たすけびと（2022年12月7日、オーピー映画）※R-15編集版

### 配信
- こんもりch（2022年5月-8月、アトムクリニック公式YouTube）- こんもりガールズ[39]

### 音楽イベント
- LADY MADONNA vol.13（2021年7月8日、青山RizM）[40]
- LADY MADONNA -拡大版-（2021年11月25日、川崎CLUB CITTA'）[41]
- LIFE FES 2023（2023年12月1日、池袋 LIVE INN ROSA）※司会進行・前説担当として出演[12]。

### 連載コラム
- 竹内有紀の「おはよう、せかい!」（2021年4月21日[42] - 、FANZAニュース）

### 雑誌掲載
- 月刊FANZA 2020年1月号（ジーオーティー） - インタビュー
- 実話BUNKA超タブー 2022年7月号（コアマガジン）- 本人解説袋とじ「竹内有紀 背徳モノAVを本人と一緒に観てみた」